# Epirhyssa bimaculata
Epirhyssa bimaculata är en stekelart som beskrevs av Cameron 1903. Epirhyssa bimaculata ingår i släktet Epirhyssa och familjen brokparasitsteklar. Inga underarter finns listade i Catalogue of Life.